# Авторська акустична пісня
А́вторська акустична пісня — напрям музично-поетичної творчості, коли автор і виконавець — одна особа, а для супроводу використовуються виключно «акустичні» інструменти (переважно 6- або 7-струнні гітари). Інші назви — бардівська, гітарна, самодіяльна, інтелектуальна, співана поезія тощо.

### Історія виникнення
Як самостійне культурне явище сформувалася в 2-й пол. 20 ст. у сфері міської культури великих промислових і культурних центрів СРСР. За радянського  часу була не лише мистецьким, а й суспільно-політичним чинником: її світоглядну основу складала ідеологія шістдесятників (ліберально-гуманістична альтернатива радянському мистецву, офіціозові, а водночас – і протистояння розважальній масовій культурі, що насувалася із Заходу); соціальну та організаційну основу – масовий приміський туризм (насамперед молодіжно-студентський).

### Естетичні засади авторської акустичної пісні
В естетичному плані  авторська акустична пісня спирається на традиції східно-європейського міщанського фольклору й окремі риси «салонної» та «кафешантанної» культури освічених верств Російської імперії. Вирішальний вплив на її становлення мали творчість і виконавський стиль О. Вертинського з його посиленою увагою до декламації та яскраво театралізованим, експресивним трактуванням тексту. Класичного вигляду  авторська акустична пісня  набула в творчості російських бардів Б. Окуджави, В. Висоцького, О. Галича, Ю. Візбора, які й ствердили її основне естетичне кредо: чесність, правдивість, шляхетна щирість почуттів, критичне ставлення до дійсності, баладно-романсова жанрова основа, виражальний пріоритет слова. До серед. 80-х рр. 20 ст.  авторська акустична пісня – винятково аматорське явище. Основними організаційними ланками були клуби самодіяльної пісні, основними формами публічної репрезентації – фестивалі туристів та самодіяльної пісні. Тоталітарна влада, не наважуючись заборонити опозиційний  бардівський рух (через його високу популярність у міському, особливо «столичному» середовищі), прагнула «приручити» бардів-корифеїв і об’єднання, що стихійно виникали, перетворивши їх на інструмент «неформального» впливу на інтелігенцію: був спровокований розкол клубів самодіяльної пісні на легальні, що погодилися діяти під началом державних органів влади (міських комітетів комсомолу, профспілок, виконкомів тощо) й одержали досить широкі права на публічні концерти, фестивалі, навіть на вихід у радіо- й телеефір, та нелегальні, які солідаризувалися з дисидентським рухом, зазнаючи переслідувань з боку органів влади. З приходом до влади М. Горбачова з його політикою  «перебудови» рух  авторської акустичної пісні легалізовано в повному масштабі, фестивалі й концерти «співаної поезії» отримали державну підтримку (1-й Всесоюзний фестиваль авторської акустичної пісні відбувся 1986), а її провідні представники – можливість виходити в ефір так само, як і митці інших пісенних жанрів; 50-річний ювілей В. Висоцького (1988, посмертно) відзначався на всесоюзному державному рівні.

### Бардівська пісня в Україні
В Україні авторська акустична пісня набула значного розвитку майже одночасно з бардівським мистецтвом Росії, спершу як його пряме продовження. Одне з перших бардівських об’єднань виникло наприкінці 50-х рр. при київському Будинку вчених; перші барди стали відомі не лише в Україні, а й інших регіонах СРСР, – В. Винарський, В. Коронін, В. Сірий (Київ), Г. Дикштейн (Харків). Протягом 70–80-х рр. найбільші міста України (Київ, Харків, Одеса) стали потужними центрами розвитку  авторської акустичної пісні.

### Провідні українські барди
Серед провідних українських бардів цього часу – представники як «канонічної» (С. Кац, О. Король, А. Леміш, В. Байрак, дует Д. Кіммельфельда – В. Сергєєва), так і «елітарної» естетики, яка передбачала більш вишукані виражальні засоби, особливо в царині музики (В. Каденко, В. Новиков, Н. Ромашенко, В. Семенов, І. Ченцов). Яскравий представник «одеського» стилю А. а. п. – Б. Бурда. У розвитку російськомовної авторської пісні в Україні подією став 3-й Всесоюзний фестиваль авторської пісні (Київ, 1990). Початок поширення   українською  мовою припадає також на 60-і рр. Поряд із так званою гіпі-альтернативою  підтекстовкою мелодій відомих зарубіжних шлягерів, відчутними були й спроби витворити національну «гітарну» ліричну пісню, яка відповідала б запитам нової доби (А. Горчинський – «український Окуджава», О. Авагян, який відзначався органічним відчуттям українського мелосу, В. Сірий). У 70-х – 1-й пол. 80-х рр. українські барди намагаються знайти власний шлях розвитку авторської акусичної пісні, альтернативний до її «туристичної» гілки: звертаються до аутентичного фольклору (Н. Бучель), традицій національної моралістичної пісні-поезії 17–18 ст. (П. Приступов), традицій західно-європейської рок-пісні та польської «співаної поезії» (В. Морозов). У добу горбачовської лібералізації  режиму  українська авторська пісня  з «лабораторного» рівня переходить на масовий, стає одним із символів національного відродження.
Основними чинниками, що сприяли розвиткові української авторської пісні  того часу, були модернізація національної пісні, активне долання міфів та стереотипів (зокрема про начебто «несумісність» української мови зі звучанням гітари); прагнення зменшити вплив російськомовної масової культури на молодіжну аудиторію. Тоді ж окреслилися риси національної авторської акустичної пісні, які істотно відрізняють її від російської: широка контактність з іншими жанрами й напрямами модерного національного піснетворення, тісний зв’язок з українською поп- і рок-музикою, зумовлений, по-перше, їхнім спільним культурно-політичним «надзавданням» – національним відродженням, по-друге, новими умовами суспільного поступу, позначені не лише лібералізацією (як у час «відлиги»), а й руйнуванням тоталітарного режиму й витворенням засад відкритого сусп-ва.
Українська авторська акустична пісня  стає обов’язковою номінацією багатьох фестивалів національної молодіжної музики («Червона рута», «Доля», «Перлини сезону» тощо), фактично поліжанровий характер мають і бардівські українські фестивалі («Оберіг» 1989–94; «Срібна підкова» від 1995; львів. естрад. театр «Не журись!», створ. 1987 як перший цілісний осередок української авторської пісні). Адресат української авторської пісні  – молодь, міське населення в цілому поза будь-яким функціональним призначенням  . Інакша, порівняно з російськими, її художньо-виражальна основа, що сягає джерел національної пісенної культури – епічних пісень-дум (Е. Драч), кантів і псалмів (В. Жданкін), селянських соціально-побутових (М. Бурмака), стрілецьких та повстанських пісень (І. Жук), «батярської» пісні та інших пластів міської пісенної культури Галичини й Волині (В. Морозов, А. Панчишин), традицій національної гумористичної і сатиричної пісні (Тризубий Стас).
Нині в часи російської агресії проти України, починаючи з 2014 року і зараз, під час повномасштабного вторгнення Росії в Україну (24 лютого 2022 року), старі традиції бардівського руху відходять і нова генерація авторів-виконавців починають активний рух за розвиток саме української авторської пісні. Так, Валентина Люліч реєструє громадську організацію "Український клуб авторської пісні та співаної поезії", яка об'єднує поетів та авторів-виконавців. 2021 року авторка та виконавиця Валентина Люліч  спільно з Олександром Смиком ініціюють створення Асоціації діячів авторської пісні та співаної поезії при Національній всеукраїнській музичній спілці. Так, при Рівненському обласному осередку НВМС з'являється перша в Україні Асоціація діячів авторської пісні та співаної поезії, яку очолила Валентина Люліч.  Цього ж року, до відзначення 30-річчя проголошення Незалежності України з її ініціативи проведено фестиваль української авторської пісні та співаної поезії "СЛОВОСПІВ", який об'єднав на одній сцені старожил авторської пісні та молоде покоління зі всіх куточків України. Зокрема, гостями фестивалю стали Едуард Драч, Тарас Житинський, Олександр Смик,  Дмитро Лінартович, Наталка Криничанка, Неля Франчук, Микола Тимчак та багато інших. 
Цього ж року, створено хід-парад української авторської пісні та співаної поезії "СЛОВОСПІВ", який звучав на радіо RESPEKT. РОВ НВМС творено та запроваджено в Україні премію за кращу українську авторську пісню "Я хочу жити в Україні", названу однойменною піснею Олександра Смика. Нині, коли автора не стало, ця премія вручається іще в знак пошани його імені. Так, завдячуючи Валентині Люліч в термінології української мови закріплюється термін "СЛОВОСПІВ", яким називають поезії, що читаються та співаються. Саме їй належить авторство терміну, яким сьогодні називають бардів, - "словоспівців", який вже має український дух та українське значення. 

### Бардівський рух
Україномовний бардівський рух формувався переважно з представників гуманітарної інтелігенції, у багатьох випадках – людей з музичною освітою, завдяки чому в їхніх піснях переважає музичне начало, на відміну від «баладності» російської бардівської творчості. Українська авторська акустична пісня  сформувалася як мистецьке (а не соціальне) явище з високим рівнем міжжанрової  мобільності й стилістичного розмаїття. Її чільні жанрово-стильові напрями – шансон-романс – зорієнтовані передусім на традиції національної ліричної пісні (О. Богомолець, З. Слободян) і музичну стилістику російської туристично-бардівської пісні (О. Покальчук); бард-фольк, спрямований, зокрема, до кобзарських джерел (його представники поряд із гітарою використовують споріднену з нею за технікою гри ладкову кобзу). У царині бард-фольку поряд з авторами-виконавцями лірико-епічного спрямування – Е. Драчем, В. Жданкіним, П. Приступовим – вирізняються носії джаз-фолькової манери: Л. Скоропадюк і Т. Хрящевська; камер. бард-рок (І. Козаченко); бард-поп (О. Павлишин, К. Кольцова, гурти «Мертвий півень», «Чорні черешні»), який останнім часом асимілювався з поп-музикою. Особливим струменем авторської акустичної пісні доцільно вважати витворений на її ґрунті жанр камерної естради, що за складністю й насиченістю системи виражальних засобів істотно виходить за межі пісенного жанру (Н. Бучель, Г. Лев, Л. Тишківська, гурт «Піккардійська терція»). Попри суспільно-економічні умови, несприятливі для розвитку авторської акустичної пісні як «некомерційного» сектору культури, однобічну орієнтацію теле- й радіоефіру на суто «масові» музичні жанри (передусім на поп-музику).

### Провідні українські барди
Серед провідних українських бардів цього часу – представники як «канонічної» (С. Кац, О. Король, А. Леміш, В. Байрак, дует Д. Кіммельфельда – В. Сергєєва), так і «елітарної» естетики, яка передбачала більш вишукані виражальні засоби, особливо в царині музики (В. Каденко, В. Новиков, Н. Ромашенко, В. Семенов, І. Ченцов). Яскравий представник «одеського» стилю А. а. п. – Б. Бурда. У розвитку російськомовної авторської пісні в Україні подією став 3-й Всесоюзний фестиваль авторської пісні (Київ, 1990). Початок поширення   українською  мовою припадає також на 60-і рр. Поряд із так званою гіпі-альтернативою  підтекстовкою мелодій відомих зарубіжних шлягерів, відчутними були й спроби витворити національну «гітарну» ліричну пісню, яка відповідала б запитам нової доби (А. Горчинський – «український Окуджава», О. Авагян, який відзначався органічним відчуттям українського мелосу, В. Сірий). У 70-х – 1-й пол. 80-х рр. українські барди намагаються знайти власний шлях розвитку авторської акусичної пісні, альтернативний до її «туристичної» гілки: звертаються до аутентичного фольклору (Н. Бучель), традицій національної моралістичної пісні-поезії 17–18 ст. (П. Приступов), традицій західно-європейської рок-пісні та польської «співаної поезії» (В. Морозов). У добу горбачовської лібералізації  режиму  українська авторська пісня  з «лабораторного» рівня переходить на масовий, стає одним із символів національного відродження.
Основними чинниками, що сприяли розвиткові української авторської пісні  того часу, були модернізація національної пісні, активне долання міфів та стереотипів (зокрема про начебто «несумісність» української мови зі звучанням гітари); прагнення зменшити вплив російськомовної масової культури на молодіжну аудиторію. Тоді ж окреслилися риси національної авторської акустичної пісні, які істотно відрізняють її від російської: широка контактність з іншими жанрами й напрямами модерного національного піснетворення, тісний зв’язок з українською поп- і рок-музикою, зумовлений, по-перше, їхнім спільним культурно-політичним «надзавданням» – національним відродженням, по-друге, новими умовами суспільного поступу, позначені не лише лібералізацією (як у час «відлиги»), а й руйнуванням тоталітарного режиму й витворенням засад відкритого сусп-ва.
Українська авторська акустична пісня  стає обов’язковою номінацією багатьох фестивалів національної молодіжної музики («Червона рута», «Доля», «Перлини сезону» тощо), фактично поліжанровий характер мають і бардівські українські фестивалі («Оберіг» 1989–94; «Срібна підкова» від 1995; львів. естрад. театр «Не журись!», створ. 1987 як перший цілісний осередок української авторської пісні). Адресат української авторської пісні  – молодь, міське населення в цілому поза будь-яким функціональним призначенням  . Інакша, порівняно з російськими, її художньо-виражальна основа, що сягає джерел національної пісенної культури – епічних пісень-дум (Е. Драч), кантів і псалмів (В. Жданкін), селянських соціально-побутових (М. Бурмака), стрілецьких та повстанських пісень (І. Жук), «батярської» пісні та інших пластів міської пісенної культури Галичини й Волині (В. Морозов, А. Панчишин), традицій національної гумористичної і сатиричної пісні (Тризубий Стас).
Нині в часи російської агресії проти України, починаючи з 2014 року і зараз, під час повномасштабного вторгнення Росії в Україну (24 лютого 2022 року), старі традиції бардівського руху відходять і нова генерація авторів-виконавців починають активний рух за розвиток саме української авторської пісні. Так, Валентина Люліч реєструє громадську організацію "Український клуб авторської пісні та співаної поезії", яка об'єднує поетів та авторів-виконавців. 2021 року авторка та виконавиця Валентина Люліч  спільно з Олександром Смиком ініціюють створення Асоціації діячів авторської пісні та співаної поезії при Національній всеукраїнській музичній спілці. Так, при Рівненському обласному осередку НВМС з'являється перша в Україні Асоціація діячів авторської пісні та співаної поезії, яку очолила Валентина Люліч.  Цього ж року, до відзначення 30-річчя проголошення Незалежності України з її ініціативи проведено фестиваль української авторської пісні та співаної поезії "СЛОВОСПІВ", який об'єднав на одній сцені старожил авторської пісні та молоде покоління зі всіх куточків України. Зокрема, гостями фестивалю стали Едуард Драч, Тарас Житинський, Олександр Смик,  Дмитро Лінартович, Наталка Криничанка, Неля Франчук, Микола Тимчак та багато інших.
Цього ж року, створено хід-парад української авторської пісні та співаної поезії "СЛОВОСПІВ", який звучав на радіо RESPEKT. РОВ НВМС творено та запроваджено в Україні премію за кращу українську авторську пісню "Я хочу жити в Україні", названу однойменною піснею Олександра Смика. Нині, коли автора не стало, ця премія вручається іще в знак пошани його імені. Так, завдячуючи Валентині Люліч в термінології української мови закріплюється термін "СЛОВОСПІВ", яким називають поезії, що читаються та співаються. Саме їй належить авторство терміну, яким сьогодні називають бардів, - "словоспівців", який вже має український дух та українське значення.